# نبرد کانیشکا با پارت
جنگ کانیشکا با پارت، جنگی بود که احتمالاً بین کانیشکا کوشانی و بلاش سوم اشکانی رخ داده است. گفته می‌شود که پادشاه پارت به کانیشکا حمله برد اما از نایب‌السلطنه کوشانی در جنگ شکست خورد و اراضی بسیاری را در شرق شاهنشاهی اشکانی و غرب شاهنشاهی کوشانی از دست داد.